# تارسوات
تارسوات هي قرية أمازيغية مغربية وجماعة قروية وسط غربي المغرب. تنتمي «تارسوات» لإقليم تيزنيت على الساحل الأطلسي. تضم هذه الجماعة القروية 3.096 نسمة (إحصاء رسمي 2004).

## الدواوير التابعة لجماعة تارسواط
تضم جماعة تارسواط 41 دوارا وهي كالتالي:
- اولا
- تونين
- آيت لشكر
- إزربي
- إكوزارن
- آيت لحسن اوبرايم
- آيت اوسعيد
- تومراس
- إغيل ومان
- دوتكاديرت
- تيزي اومانوز
- تجكالت
- تيزكي
- إمشغالن
- تسكضا
- آيت باها اومانوز
- تيغزى
- اكادير اومانوز
- تيليوي
- اوكموت
- إمكنسن
- تييرغ
- تغراراط
- تانسمت
- اوكضيشت
- آيت داود
- اكرسيف
- تيفشتالين
- آزر إخس
- إيمي اوكادير
- تيغراسن
- توديت
- اكني إيكرامن
- إخرازن
- افرا
- اوكدال
- اكادير وول
- ازمور
- تارسواط
- تالكانونت